# Tu boda
"Tu Boda" es una canción del cantante mexicano Óscar Maydon y la banda estadounidense Fuerza Regida. Fue lanzado el 26 de septiembre de 2024, a través de Rancho Humilde y Sony Music Latin, y es la segunda colaboración entre ambos artistas, después del sencillo de 2023 "Antídoto". A pesar de la controversia en torno a la letra de la canción, alcanzó el éxito comercial, alcanzando el puesto número 22 en el Billboard Hot 100 de Estados Unidos y el número cuatro en el Billboard Global 200.

## Antecedentes
El compositor mexicano Alexis Fierro, también conocido como El Chachito, ideó por primera vez la melodía y la letra de "Tu boda". Inspirado por la película dirigida por Tim Burton, El cadáver de la novia, también interpretó una muestra de la canción con una guitarra. Impresionado por la canción, Óscar Maydon pasó una serie de días produciendo sus arreglos de guitarra y tololoche, que fueron escritos a través de sonidos vocales.
La canción fue lanzada para descarga digital y streaming el 26 de septiembre de 2024, a través de Rancho Humilde y Sony Music Latin. Musicalmente, es una canción de corrido tumbado-sierreño, que gira temáticamente sobre un hombre que ve a su amada casarse con otro. También gira en torno a él queriendo morir junto con su expareja en la letra, "Quiero que bailemos juntos / En el cielo o el infierno".

## Recepción

### Desempeño comercial
La canción debutó en el puesto número 23 del Billboard Hot 100, con 15,2 millones de reproducciones y 1000 descargas de canciones digitales, lo que la convierte en la entrada más alta en la lista de ambos artistas. La canción también alcanzó la cima de las listas Hot Latin Songs, Latin Streaming Songs y Latin Digital Song Sales, siendo su primera posición en esta última.
También alcanzó el top 10 de la lista Billboard Global 200 en la semana del 2 de noviembre de 2024, subiendo al puesto número cuatro desde el número 22, con 75,1 millones de reproducciones en todo el mundo. En la misma semana, pasó del puesto 17 al número cinco en el Billboard Global 200 Excl. US., con 60,1 millones de reproducciones. Se convirtió en la primera entrada al top 10 de ambos artistas en ambas listas. En la semana siguiente, alcanzó la posición número cuatro.
En otros países, alcanzó la primera posición en las listas de canciones en Bolivia, Ecuador, y México, mientras que se ubicó dentro del top 10 en El Salvador (8) y Guatemala (6).

### Controversia
Recibió críticas por su letra, específicamente por el verso que dice "Quiero manchar el vestido blanco de rojo" que era sospechoso de promover el feminicidio. Como resultado, algunos usuarios han pedido al Instituto de Mujeres que retire la canción de las plataformas de música, aunque el Instituto aún no ha publicado una declaración.

## Promoción

### Vídeo musical
El 14 de octubre de 2024 se lanzó un video musical, luego del video con letra que lo acompaña y que se lanzó simultáneamente con la canción. Dirigida por Jessy Terrero, comienza con Maydon, quien está vestido para una boda, saliendo de un auto. También se ve a una mujer a punto de casarse con una estatua en la boda, donde también se ve a Maydon cantando el coro. También se ve a Jesús Ortíz Paz de Fuerza Regida cantando frente a un auto en el que hay una mujer. En varias escenas, también se ve a ambos cantantes y a la mujer en una habitación con iluminación de neón y alrededor de un portal en llamas.

### Interpretaciones en vivo
Ambos artistas interpretaron "Tu Boda" por primera vez el 2 de noviembre de 2024 en el Don't Fall in Love Fest en San Bernardino, California.

## Posicionamiento en listas
| Lista (2024)                              | Mejor posición |
| ----------------------------------------- | -------------- |
| Bolivia (Bolivia Songs)                   | 1              |
| Centroamérica (Monitor Latino)            | 13             |
| Colombia (Colombia Songs)                 | 15             |
| Costa Rica (FONOTICA)                     | 16             |
| Ecuador (Ecuador Songs)                   | 1              |
| El Salvador (Monitor Latino)              | 8              |
| Estados Unidos (Billboard Hot 100)        | 22             |
| Estados Unidos (Hot Latin Songs)          | 1              |
| Estados Unidos (Latin Airplay)            | 29             |
| Estados Unidos (Regional Mexican Airplay) | 24             |
| Global 200 (Billboard)                    | 4              |
| Guatemala (Monitor Latino)                | 6              |
| México (Mexico Songs)                     | 1              |
| Perú (Peru Songs)                         | 15             |

## Premios y nominaciones
| Premiación         | Año  | Trabajo nominado | Categoría       | Resultado | Ref.   |
| ------------------ | ---- | ---------------- | --------------- | --------- | ------ |
| Premios Lo Nuestro | 2025 | La misma         | Canción Del Año | Nominada  | [ 21 ] |